# Ufuk Ceylan
Ufuk Ceylan (Smirne, 23 giugno 1986) è un ex calciatore turco, di ruolo portiere.

## Palmarès

### Club

#### Competizioni Nazionali
- Campionato turco: 1

Galatasaray: 2011-2012
- Supercoppa di Turchia: 5

Galatasaray: 2012